# الأم شيبتون
الأم شيبتون بالأنكليزية Mother Shipton الاسم الأصلي لها هو أورشولا سوزيل، والتي أصبحت رمزاً للشعوذة في الفلكلور الأنكليزي.

## تاريخ ومكان الولادة
ولدت في كهف في نارسبورغ بأقليم يوركشاير البريطاني، عام 1488.

## مقتطفات من حياتها
- عملت على تدوين وصفات السحر والشعوذة الخاصة بها.
- كان لها الكثير من التنبؤات حول المستقبل.
- تزوجت من توبي شيبتون.

## الوفاة
توفيت بين عامي 1561 و 1567 وتم دفنها في مكان مجهول.